# Mirakelmannen
För andra betydelser, se Mirakelmannen (olika betydelser).
Mirakelmannen (originaltitel Wonder Man) är en amerikansk komedi från år 1945 med Danny Kaye och Virginia Mayo i huvudrollerna.

## Handling
Danny Kaye spelar en dubbelroll som två tvillingar med identiskt utseende, men mycket olika personligheter. Buster Bellow är en känd underhållare på nattklubben the Pelican Club, medan Edwin Dingle är en överbeläst bokmal.
Buster blir vittne till ett mord och blir sedan mördad själv, och dumpad i sjön i Prospect Park i Brooklyn. Han återvänder som spöke, ett spöke som bara hans bror Edwin kan se och höra. Buster vädjar till sin bror att sätta dit mördarna. Den blyge Edwin måste därför ta sin brors plats som underhållare, och får ibland (och ibland inte) hjälp på traven av Buster, till exempel framför mikrofonen på scen. Förvecklingarna är många i denna komedi, där Edwin förföljs av mördarna men ändå till slut lyckas hämnas sin bror.
Filmen innehåller flera musik- och sångnummer, bland de mest kända scenerna i filmen är när Edwin, under Busters ledning, ska föreställa en rysk sångare med svår allergi för blommor. Just innan sångnumret ska börja placeras en gigantisk blomsterbukett alldeles intill honom, och sången ( Svarta Ögon - Очи чёрные) avbryts ständigt av våldsamma nysattacker.

## Om filmen
Filmen vann en Oscar 1945 för Bästa Specialeffekter.

## Rollista
- Danny Kaye - Edwin Dingle och Buzzy Bellew
- Virginia Mayo - Ellen
- Vera-Ellen - Midge Mallon
- Donald Woods - Monte Rossen
- S.Z. Sakall - Schmidt
- Allen Jenkins - Chimp
- Steve Cochran - Jackson
- Natalie Schafer - Mrs. Hume